# Кантоне ла Черијела (Алесандрија)
Кантоне ла Черијела је насеље у Италији у округу Алесандрија, региону Пијемонт.
Према процени из 2011. у насељу је живело 21 становника. Насеље се налази на надморској висини од 149 м.